# August Plum

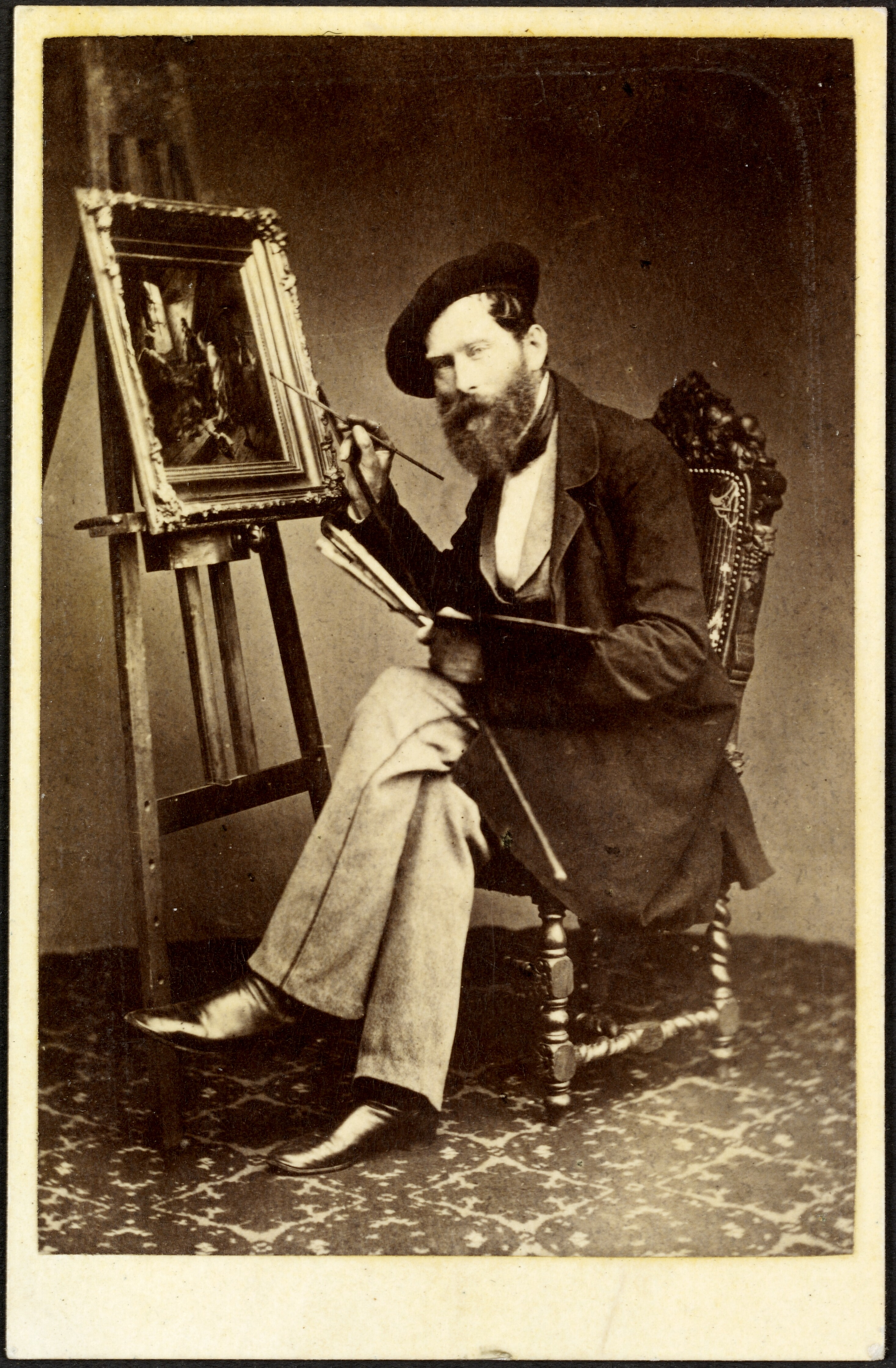
August Plum, Foto von Moritz Unna

Poul August Plum (* 13. Mai 1815 in Kopenhagen; † 27. Juli 1876 in Fredensborg auf Seeland) war ein dänischer Genremaler.

## Leben

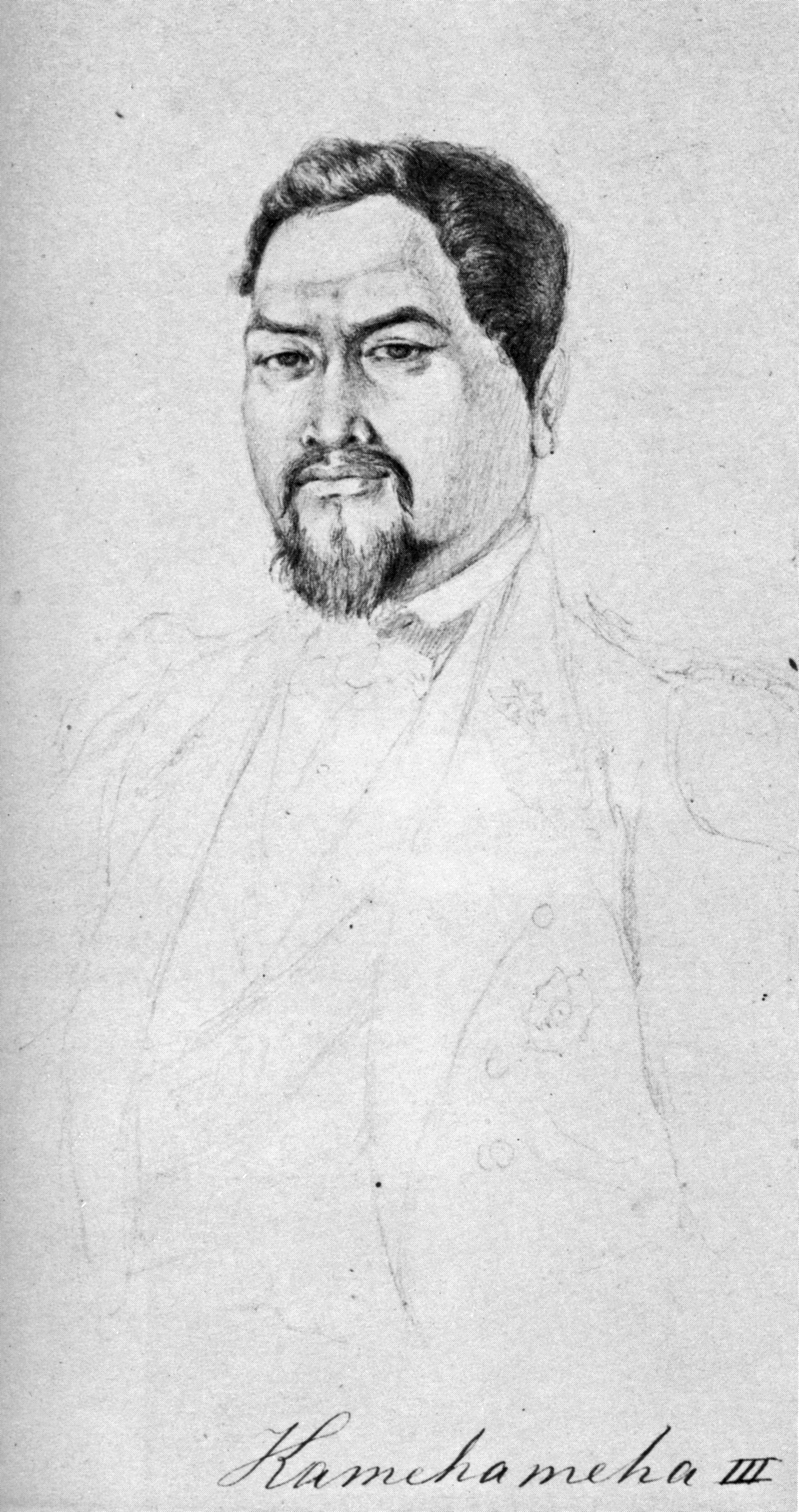
Kamehameha III., 1846

Plum, Sohn des Kapitäns und Zollbeamten Hans Jacob Plum (1783–1835) und dessen Ehefrau Petra Magdalene, geborene Halse (1786–1864), besuchte in den Jahren 1831 bis 1838 die Königlich Dänische Kunstakademie. Dort war er Schüler von Johann Ludwig Lund. 1839 bis 1841 hielt er sich in Nordamerika auf. In den Jahren 1845 bis 1847 nahm er auf der dänischen Korvette Galathea an einer Weltumseglung teil. Dabei schuf er Zeichnungen und Studien, die als eine der wenigen dänischen Zeugnisse des Orientalismus dieser Zeit gelten. Auf der Insel Hawaii schuf er im Oktober 1846 Porträts des Königs Kamehameha III. und seiner Gattin Kalama. Zwischen 1850 und 1853 hielt er sich in Düsseldorf auf, auch in Belgien und Paris weilte er. Im Jahr 1857 war er Mitglied des Künstlervereins Malkasten. 1858 heiratete er Mariane Laurentze Hasse (1812–1872), 1873 Emilie Hoppe (1836–1916).